# Asparagus crassicladus
Asparagus crassicladus är en sparrisväxtart som beskrevs av John Peter Jessop. Asparagus crassicladus ingår i släktet sparrisar, och familjen sparrisväxter. Inga underarter finns listade i Catalogue of Life.